# 이구아수강
이구아수강(포르투갈어: Rio Iguaçu) 또는 이과수강(스페인어: Río Iguazú)은 남아메리카 파라나강의 지류 중에서 가장 장대한 흐름을 가진 강으로 브라질의 해안 산맥을 기원으로 하는 강이다. 전체 길이는 1,320 km이다.
브라질 해안 산맥을 시작된 이구아수강은 처음에는 서쪽으로 약 690 km를 흘러 파라나강에 합류한다. 합류 지점의 앞 25 km 지점에는 세계 3대 폭포의 하나인 이구아수 폭포가 있다. 이구아수강은 브라질, 아르헨티나, 파라과이 세 나라에 걸쳐서 흐르고 있다.

## 코스
이구아수(Iguazu)는 브라질 파라나(Paraná)주의 세하두마르(Serra do Mar) 해안 산맥에서 유래되었으며 쿠리티바(Curitiba)와 가깝다. 이구아수강은 산안토니오강과 합류하는 지점까지 1,205 km에 걸쳐 브라질 파라나주를 거쳐 서쪽으로 흐른다. 합류점의 하류에는 이구아수강이 브라질과 아르헨티나의 미시오네스주 사이의 경계를 형성한다. 서쪽으로 계속 가면 강은 고원에서 떨어져 이구아수 폭포를 형성하며, 열대우림 생태 열차를 통해 접근할 수 있다. 폭포는 브라질 이구아수 국립공원과 아르헨티나 이구아수 국립공원의 국립공원 내에 있다. 아르헨티나, 브라질, 파라과이의 국경이 합류하는 지점인 삼국 국경으로 알려진 지역인 파라나강으로 흘러 들어간다.

## 생태학
연간 기온 변화가 상대적으로 제한된 열대 남미강과 달리 아열대 이구아수강의 물은 계절에 따라 크게 다르다. 폭포 바로 위와 아래에 위치한 두 곳의 수온은 모두 약 15.5~29°C(60~84°F)였으며 평균 온도는 22°C(72°F) 바로 아래였다. pH는 일반적으로 5.9~8.7 범위로 거의 중성에 가깝다.
이구아수강에는 약 100종의 어류가 자생하며, 설명되지 않은 종도 여럿 알려져 있다. 이 강에 사는 대부분의 어종은 메기, 카라신, 시클리드이다. 약 70%는 고유종으로, 대부분이 폭포와 연결되어 있으며 유유성 종의 서식지 역할을 하고 위아래로 종을 격리하는 역할을 한다. 이는 또한 하부에 있는 멸종 위기에 처한 특정 종(Steindachneridion melanodermatum)을 제외하고는 파라나강 유역의 대부분에서 알려진 대형 철새가 이구아수에는 자연적으로 존재하지 않는다는 것을 의미한다. 약 30종의 도입종이 강에서 발견되는데, 그 중 약 1/3은 다른 대륙(예: 잉어, 큰입배스, 틸라피아 및 아프리카 날카로운 이빨 메기)에서 유래하고 나머지는 남미의 다른 지역(예: 황새치, Cichla kelberi, pacu, Brycon hilarii, Prochilodus lineatus 및 Odontesthes bonariensis)에서 유래한다.
특이한 아이글라 갑각류는 이구아수강 유역에서 지역적으로 흔히 볼 수 있다.

## 환경 문제
2000년 7월에는 쿠리치바 근처 아라우카리아시의 국영 정유소에서 4,000,000 L(리터, 1,100,000 US gal) 이상의 원유가 강으로 유출되었다.

## 같이 보기
- 이구아수 폭포
- 미시오네스주
- 이구아스 국립공원